# Semiothisa retinotata
Semiothisa retinotata är en fjärilsart som beskrevs av Walker 1862. Semiothisa retinotata ingår i släktet Semiothisa och familjen mätare. Inga underarter finns listade i Catalogue of Life.